# Marika Vunibaka (rugby à XV, 1974)
Ne doit pas être confondu avec Marika Vunibaka (rugby à XV, 1994).

a Compétitions nationales et continentales officielles uniquement.

b Matchs officiels uniquement.
Dernière mise à jour le 4 septembre 2018.
Marika Dawainavesi Vunibaka, né le 3 novembre 1974 à Levuka (Fidji), est un joueur fidjien de rugby à XV et rugby à sept, évoluant au poste d'ailier. Il compte plusieurs sélections avec l'équipe des Fidji.

## Carrière

### En club
- 1992-1999 : Nasinu  Fidji
- 2000-2004 : Canterbury  Nouvelle-Zélande (NPC)
- 2000-2004 : Canterbury Crusaders  Nouvelle-Zélande (Super 12)
- 2005-2007 : Yamaha Júbilo  Japon (Top League)

### En équipe nationale à XV
Vunibaka a eu sa première cape internationale le 15 mai 1999, à l’occasion d’un match contre l'équipe du Canada.
Il a disputé les coupes du monde 1999 (2 matchs) et 2003 (3 matchs).

### Avec les Barbarians
Le 11 novembre 1997, il joue avec les Barbarians français contre l'Afrique du Sud à Biarritz. Les Baa-Baas s'imposent 40 à 22.

### En équipe nationale à sept
Vunibaka joue avec l'équipe des Fidji de rugby à sept entre 1997 et 2008. Il dispute trois coupes du monde en 1997, 2001 et 2005, et remporte les éditions 1997 et 2005. 

## Palmarès

### En club
- Vainqueur du Super 12 en 2000 et 2002
- 35 essais en 50 matchs avec les Crusaders

### En équipe nationale
- 17 sélections avec l’équipe des Fidji
- 8 essais
- 40 points
- Sélections par année : 5 en 1999, 4 en 2000, 2 en 2001, 4 en 2003